# Gabriel Slonina
Gabriel Pawel Slonina (Addison, 15 mei 2004) is een Amerikaans voetballer die onder contract ligt bij Chelsea FC.

## Clubcarrière
Slonina genoot zijn jeugdopleiding bij Chicago Fire FC. Op 4 augustus 2021 maakte hij zijn officiële debuut in het eerste elftal van de club: in de competitiewedstrijd tegen New York City FC (0-0-gelijkspel) kreeg hij een basisplaats van trainer Raphael Wicky. Slonina was op dat moment slechts 17 jaar en 81 dagen oud, waardoor hij de jongste doelman met een basisplaats werd in de Major League Soccer. Bijgevolg werd hij ook de jongste doelman ooit die een clean sheet behaalde in de MLS.
In augustus 2022 ondertekende hij een contract bij de Engelse topclub Chelsea FC, dat zo'n 9 miljoen euro (exclusief bonussen) voor hem betaalde. Chelsea leende hem tot het einde van het kalenderjaar uit aan Chicago Fire.

## Clubstatistieken
| Seizoen | Club           | Land                      | Competitie          | Competitie | Competitie | Beker | Beker | Internationaal | Internationaal | Totaal | Totaal |
| Seizoen | Club           | Land                      | Competitie          | Wed.       | Dlp.       | Wed.  | Dlp.  | Wed.           | Dlp.           | Wed.   | Dlp.   |
| ------- | -------------- | ------------------------- | ------------------- | ---------- | ---------- | ----- | ----- | -------------- | -------------- | ------ | ------ |
| 2021    | Chicago Fire   | Vlag van Verenigde Staten | Major League Soccer | 11         | 0          | 0     | 0     | —              | —              | 11     | 0      |
| 2022    | Chicago Fire   | Vlag van Verenigde Staten | Major League Soccer | 23         | 0          | 0     | 0     | —              | —              | 23     | 0      |
| 2022/23 | Chelsea FC     | Vlag van Engeland         | Premier League      | 0          | 0          | 0     | 0     | 0              | 0              | 0      | 0      |
| 2022    | → Chicago Fire | Vlag van Verenigde Staten | Major League Soccer | 9          | 0          | 0     | 0     | —              | —              | 9      | 0      |
| 2023/24 | → KAS Eupen    | Vlag van België           | Eerste klasse A     | 11         | 0          | 1     | 0     | —              | —              | 12     | 0      |
| Totaal  | Totaal         | Totaal                    | Totaal              | 54         | 0          | 1     | 0     | 0              | 0              | 55     | 0      |

## Interlandcarrière
In december 2021 werd Slonina, op dat moment al ruim twee jaar Amerikaans jeugdinternational, door bondscoach Gregg Berhalter opgeroepen voor het eerste elftal van de Verenigde Staten. Op 18 december 2021 zat hij op de bank tijdens de oefenwedstrijd tegen Bosnië en Herzegovina.
In mei 2022 werd Slonina, die van Poolse afkomst is, door de Poolse bondscoach Czesław Michniewicz opgeroepen voor het Nations League-drieluik tegen Wales, België en Nederland in juni. Slonina legde de oproeping echter naast zich neer, omdat hij voor de Verenigde Staten gekozen had.